# 縄田尚門

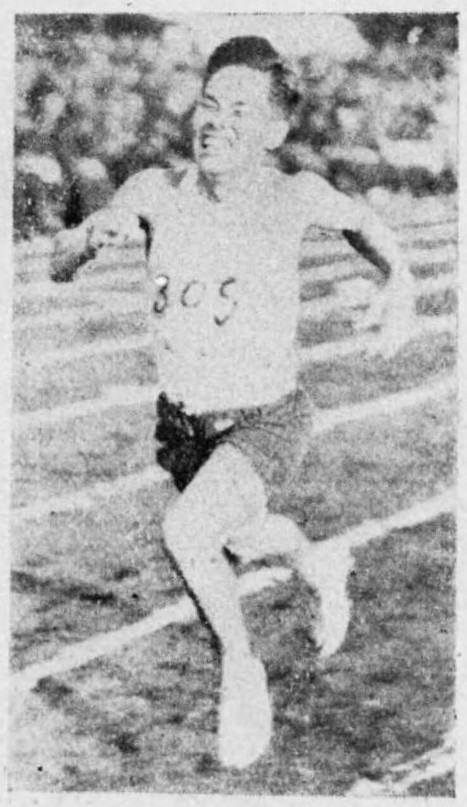

縄田 尚門（なわた ひさと/しょうもん、1897年（明治30年）2月8日 - 1968年（昭和43年）4月29日）は、大正・昭和期の日本の陸上競技（中距離走・長距離走）選手・指導者。現在の山口県宇部市出身。選手としては大正末期に800m走・1500m走・5000m走で当時の日本記録を保持した。第二次世界大戦後はマラソン選手の育成に当たるとともに、日本陸上競技連盟常務理事などを務めた。

## 生涯
現在の山口県宇部市中野に生まれる。旧制興風中学校（現在の山口県立小野田高等学校）を経て、早稲田大学に入学。
早稲田大学在学中の1923年（大正12年）5月25日、極東公開競技会（大阪）男子5000mで日本記録を更新した（16分11秒0）。1924年（大正13年）には10月から11月にかけて男子1500m走で3度にわたり日本記録を更新した。なお、1924年パリオリンピックの代表選手選考をめぐり、大日本体育協会（体協）と学生競技者たちが対立し、この年の明治神宮競技大会を13校がボイコットする事態に発展しているが、学生競技者たちは縄田の選出を期待していたという（田代菊之助参照）。
1925年（大正14年）5月17日、極東選手権競技大会（第7回、マニラ）の1500m走で日本記録（4分7秒8）で優勝した。この大会は審判の不正などをめぐって荒れた大会で、前年からの体協と競技者の対立も相俟って、陸上競技日本代表54人のうち53人が「総退場」を行う事態に発展した。縄田は岸清一（体協会長）の「いかなる場合でも審判に絶対服従すべし」との主張に従い、ただ1人総退場に加わっていない（第7回極東選手権競技大会参照）。1925年（大正14年）11月23日の日本陸上競技選手権大会では男子800m走で日本記録タイ（2分0秒4）の成績を残している。「中距離界の第一人者」「和製ヌルミ」と評され、早稲田大学競走部主将を務めた。
また、箱根駅伝にも1923年（第4回大会）から1928年（第9回大会）まで出場しており、区間賞を2回、区間2位を2回記録している。
1928年（昭和3年）、早稲田大学政経学部を卒業し、新聞社の運動部記者となる。『20世紀日本人名事典』によれば、卒業後に読売新聞運動部記者となったとするが、『日本スポーツ人名辞典 昭和8年版』によれば1933年（昭和8年）時点で報知新聞運動部記者とある。1936年（昭和11年）のベルリンオリンピックでは日本選手団のコーチを務めた。1940年（昭和15年）、日本陸上競技連盟技術部長となる。
第二次世界大戦末期には郷里宇部に疎開し、戦後は農業に従事した。戦後の山口県の陸上競技団体の再建に、田中弘・津脇伴行らとともにあたり、1946年（昭和21年）に日本陸上競技連盟山口県支部（山口陸上競技協会の前身）が組織されると副会長に就任。1961年（昭和36年）には山口県陸上競技協会長に就任。1964年東京オリンピックでは組織委員を務めた。
陸上競技指導者としては、浜村秀雄・貞永信義（いずれも山口県出身）といったマラソン選手を育てた。

## 記念
縄田を記念し、故郷の宇部市では同市への在住・在勤・在学者を対象とした「縄田杯宇部ロードレース大会」が開催されている。2020年（令和2年）の第53回大会は新型コロナウイルス感染症の世界的流行によって中止されたが、2024年（令和6年）12月7日には同市内の常盤公園で第57回大会が開催された。